# 로제타 (베네치아)

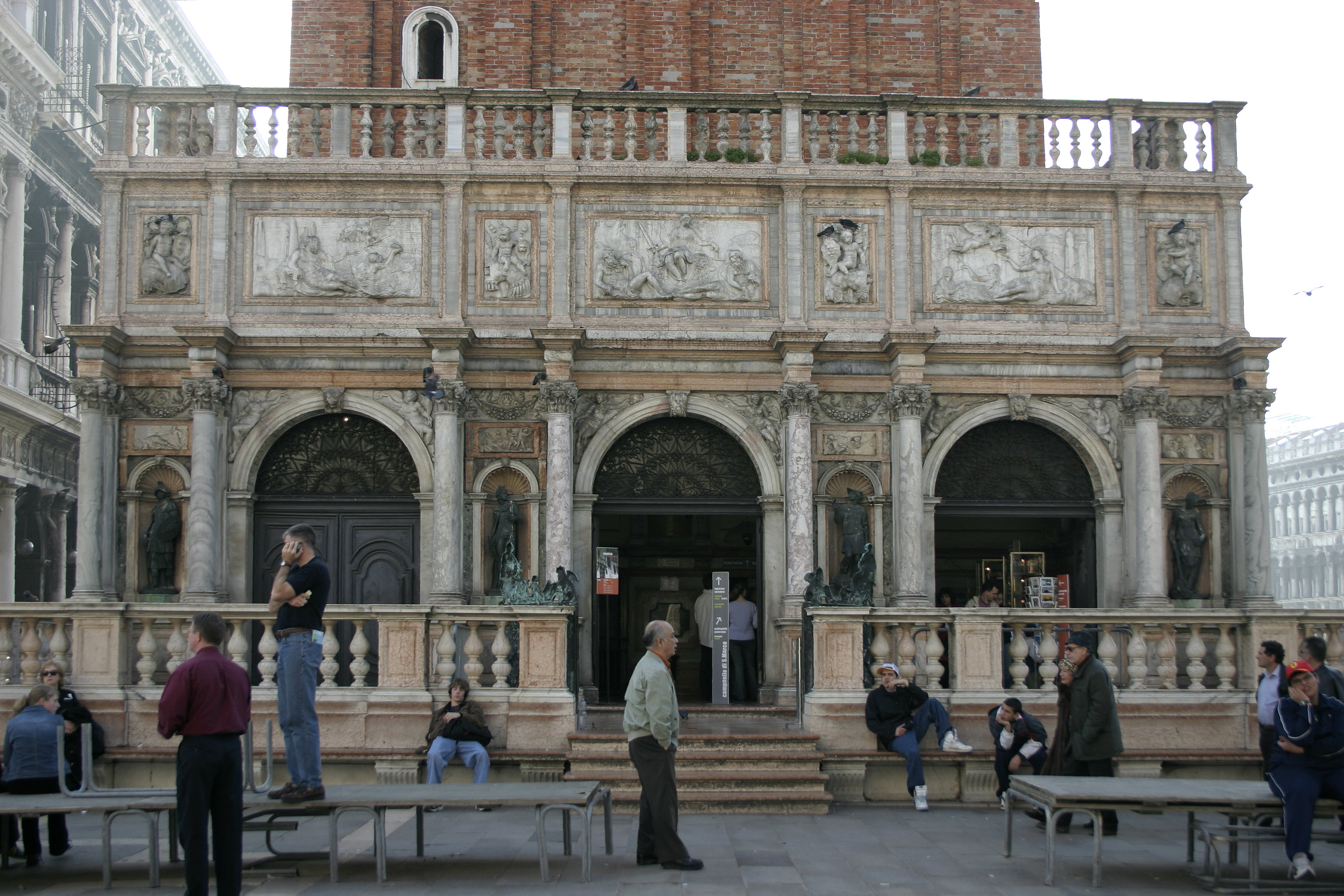
로제타

로제타(이탈리아어: Loggetta)은 이탈리아 북동부 베네치아 산마르코 광장에 있는 건축물이다. 종탑 부근에 있으며, 산마르코 대성당을 바라보고 있다. 자코포 산소비노가 설계하였다.